# Cantó de Goderville
El cantó de Goderville és un cantó francès del departament del Sena Marítim, situat al districte de Le Havre. Té 22 municipis i el cap és Goderville.

## Municipis
- Angerville-Bailleul
- Annouville-Vilmesnil
- Auberville-la-Renault
- Bec-de-Mortagne
- Bénarville
- Bornambusc
- Bréauté
- Bretteville-du-Grand-Caux
- Daubeuf-Serville
- Écrainville
- Goderville
- Gonfreville-Caillot
- Grainville-Ymauville
- Houquetot
- Manneville-la-Goupil
- Mentheville
- Saint-Maclou-la-Brière
- Saint-Sauveur-d'Émalleville
- Sausseuzemare-en-Caux
- Tocqueville-les-Murs
- Vattetot-sous-Beaumont
- Virville

## Història
| Data d'elecció                           | Identitat                   | Partit                                  | Qualitat |
| ---------------------------------------- | --------------------------- | --------------------------------------- | -------- |
| 1945-1976                                | Marcel Lebreton             | MRP, després RI                         |          |
| 1976-                                    | Philippe Clément-Grandcourt | Divers droite, després RPR, després UMP |          |
| les dades anteriors no són pas conegudes |                             |                                         |          |
|                                          |                             |                                         |          |

## Demografia
| A partir de 1990: Població sense dobles comptes |